# West Carson
West Carson és una concentració de població designada pel cens dels Estats Units a l'estat de Califòrnia. Segons el cens del 2000 tenia 21.138 habitants.

## Demografia
Segons el cens del 2000, West Carson tenia 21.138 habitants, 7.156 habitatges, i 5.052 famílies. La densitat de població era de 3.611,3 habitants/km².
Dels 7.156 habitatges en un 29,6% hi vivien nens de menys de 18 anys, en un 52,6% hi vivien parelles casades, en un 12,5% dones solteres, i en un 29,4% no eren unitats familiars. En el 24% dels habitatges hi vivien persones soles el 9,1% de les quals corresponia a persones de 65 anys o més que vivien soles. El nombre mitjà de persones vivint en cada habitatge era de 2,85 i el nombre mitjà de persones que vivien en cada família era de 3,41.
Per edats la població es repartia de la següent manera: un 22,6% tenia menys de 18 anys, un 8% entre 18 i 24, un 29,3% entre 25 i 44, un 24,8% de 45 a 60 i un 15,3% 65 anys o més.
L'edat mediana era de 38 anys. Per cada 100 dones de 18 o més anys hi havia 89,5 homes.
La renda mediana per habitatge era de 49.118 $ i la renda mediana per família de 55.000 $. Els homes tenien una renda mediana de 41.085 $ mentre que les dones 32.032 $. La renda per capita de la població era de 21.023 $. Entorn del 7,4% de les famílies i el 9,5% de la població estaven per davall del llindar de pobresa.

## Poblacions més properes
El següent diagrama mostra les poblacions més properes.